# Карліс Сенсбергс
Карліс Сенсбергс (латис. Kārlis Sensbergs; 27 травня 1926 — травень 1945, Берлін) — латвійський доброволець військ СС, унтершарфюрер військ СС. Кавалер Лицарського хреста Залізного хреста.

## Нагороди
- Залізний хрест 2-го і 1-го класу
- Лицарський хрест Залізного хреста (11 травня 1945) — як командир групи 43-го гренадерського полку СС 19-ї гренадерської дивізії СС. Представлений до нагороди 5 квітня 1945 року, проте документального підтвердження нагородження немає, оскільки картотека Управління штабу армій не збереглась до кінця війни. Факт нагородження визнаний Орденською комісією Асоціації кавалерів Лицарського хреста.